# 杜萬里
杜萬里（1910年5月3日—2008年4月11日），越南共和國政治人物、外交家、高臺教徒。1972-74年任越南共和國駐日本大使。

## 生平
1910年5月3日，杜萬里出生於越南南方沙的省來𡑵郡（一說芹苴省泰興）:28。雖然大部分官方記錄都將他的出生日期記爲1919年5月3日，但是根據杜萬里自己的說法，他在前往美國開始研究生學習，提供年齡時，故意提供了較小的年齡，以表明自己是在研究生學習的合適年齡。
1957年1月，杜萬里出任越南共和國駐新德里總領事。
1975年，越南共和國滅亡，杜萬里出海逃離越南，在經歷過馬來西亞的難民營生活後，在加州與家人團聚。:283
2008年4月11日，杜萬里在美國加利福尼亞州洛杉磯查兹窩斯逝世。

## 高臺教
杜萬里在52歲時才皈依高臺教，:283聖名明理（Minh Lý）。:28